# دهستان پاقلعه
دهستان پاقلعه نام دهستانی در بخش مرکزی شهرستان شهربابک، استان کرمان در ایران است. مرکز این دهستان روستای مرج است.براساس سرشماری مرکز آمار ایران در سال ۱۳۸۵، جمعیت آن ۱۲۶۱ نفر (۳۷۱ خانوار) بوده‌است.
از آثار تاریخی این دهستان میتوان به قلعه کمر مرج و خانه های دستکند شبیه روستای میمند اشاره کرد.